# Severoamerická deska

Severoamerická deska je znázorněná hnědou barvou

Severoamerická deska – šestá litosférická deska – byla spojena s Eurasijskou, Africkou a Jihoamerickou deskou do doby, než se začal rozpadat super kontinent Pangea a otvírat se Atlantský oceán. Relativně mladá pohoří na západě Severní Ameriky jsou projevem probíhající subdukce a kolize s Tichomořskou deskou. Starší Appalačské pohoří na východu USA vzniklo při staropaleozoických kolizích v oceánu který existoval před vznikem Pangey. Kokosová deska a deska Rivera se v současné době podsouvají pod jižní okraj Severoamerické desky, což je příčinou vzniku činného sopečného pásma.